# 蓋恩斯敦 (阿拉巴馬州)
蓋恩斯敦（英語：Gainestown）是一個位於美國阿拉巴馬州克拉克縣的非建制地區，位於阿拉巴馬河畔。該地的面積和人口皆未知。蓋恩斯敦得名自喬治·斯特羅·蓋恩斯，他於1809年在此地建立了一處與美洲原住民貿易的貿易站，1814年克里克战争結束後貿易站也告關閉。蓋恩斯敦城鎮明確的建立年代已不可考，不過最早在1815年已有人以此名稱呼這裡的社區。在河運貿易興盛的年代，蓋恩斯敦曾增長為一個大型城鎮，但南北戰爭後又慢慢地衰退。
1911年3月26日，蓋恩斯敦被龍捲風侵襲，至少有12間房子被毀，主要街區也受到相當破壞。當時的記載指出鎮上一間乾貨店被毀，店內的貨物碎片被吹到遠處，在東邊30英里（48）外的門羅縣被發現。
蓋恩斯敦有三個遺址名列國家史蹟名錄，分別是蓋恩斯敦循道宗教堂與墓園、蓋恩斯敦校舍與威爾森-芬利之家。

## 地理
蓋恩斯敦的座標為31°26′44″N 87°41′36″W / 31.44544°N 87.69332°W，而該地最高點為海拔高度81米（即266英尺）。